# Aalborg Portland
Aalborg Portland A/S er en dansk virksomhed, der som den eneste producerer cement i Danmark. Den er markedsleder på det danske marked, og er også verdens største eksportør af hvid cement. Desuden indgår betonproducenten Unicon A/S som et datterselskab i koncernen.
Selskabet, hvis navn refererer til portlandcement, blev etableret den 16. oktober 1889 af FLSmidth & Co., der etablerede en cementfabrik i Rørdal øst for Aalborg, hvor der var let adgang til råmaterialerne kridt og ler samt søtransport. Tysk kapital bidrog til etablering af anlægget.:29-30 Aalborg Portland A/S blev dominerende i den danske cementbranche ved at opkøbe arealer med egnede kridtforekomster samt ved at overtage andre fabrikker; i forbindelse med energikrisen i 1974 blev øvrige fremstillingssteder lukket.:33-52
Fremstillingsprocessen sker ved en opvarmning af kridtet for opnå den rette struktur.
Moderselskabet fik i 2003 et større underskud og valgte derfor i foråret 2004 at frasælge Aalborg Portland med datterselskaber. På dette tidspunkt var de global markedsleder for hvid cement, samt national markedsleder i Danmark for grå cement. Unicon var Skandinaviens største producent af fabriksbeton. I 2004 meddelte FLSmidth at konkurrencemyndighederne havde godkendt salget til Italienske Cementir Holding.
Aalborg Portland A/S har 335-355 ansatte i Danmark i 2022, mens moderselskabet Aalborg Portland Holding havde 770 ansatte i Danmark i 2021.

## Klimapåvirkning
Aalborg Portland er den industrivirksomhed, der udleder mest CO2 i Danmark. I 2018 var dens udledninger 2,2 mio. ton CO2, eller 4 pct af landets samlede CO2-udledning. Fabrikken har planer om at skifte fra kul til gas med investeringer på 720 mio kr. Fossil gas kunne give en fossil-CO2-reduktion på 40%, mens biogas kunne give en netto-reduktion på 100%, og mindske en kommende udgift hvis CO2-prisen sættes til 750 kr/ton. Ifølge Det Økonomiske Råd har industrien ikke tilstrækkelig økonomisk interesse i at sænke sit CO2-udslip, fordi prisen på CO2 er for lav. Fabrikken åbnede et pilotanlæg i 2023 til at teste CO₂-fangst inden et eventuelt større anlæg, som EU's innovationsfond bevilgede 1,6 milliarder kroner til i 2025. Det større anlæg forventes at kunne indfange 1,5 millioner tons CO₂ om året fra 2029. Fabrikkens spildvarme leveres til Aalborg-områdets fjernvarme-system, svarende til 30.000 husstande.

### Anvendelse af spildevandsslam
Fabrikken modtager slam fra spildevandsrensningen i Rebild og Aalborg kommuner. Efter at være omdannet til tørt granulat anvendes det som CO2-neutralt brændstof i cementproduktionen, mens den ikke-brændbare del af slammet udnyttes som råstof.

## Sponsorater
Aalborg stadion, AaBs hjemmebane, omdøbtes i 2017 til Aalborg Portland Park, idet Aalborg Portland overtog stadionsponsoratet. I forvejen var de supersponsor for fodboldklubben. I forbindelse med sponsoratet finansierede Aalborg Portland en kopi af Kimbrertyren bemalet som AaBs spillerdragter.